# アラン・シェパード

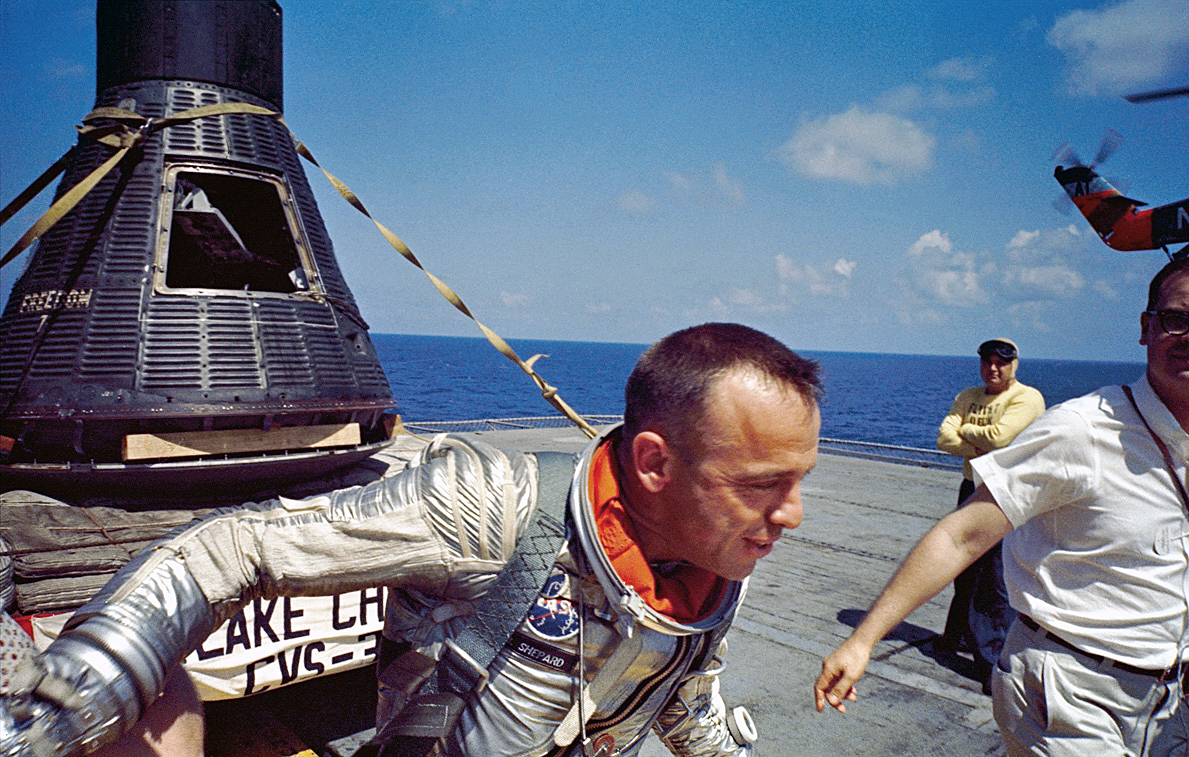
帰還直後のシェパード

アラン・バートレット・シェパード・ジュニア（Alan Bartlett Shepard Jr.、1923年11月18日 - 1998年7月21日）は、アメリカ合衆国最初の宇宙飛行士マーキュリー・セブンの一人、アメリカ初の宇宙飛行に成功。アメリカ海軍の軍人。海軍少将。

## 生涯
ニューハンプシャー州デリー生まれ。1950年から海軍のテストパイロットを務め、F2HやF3H、F8U等の各種新戦闘機のテスト飛行を行った。その後、シェパードはアメリカ航空宇宙局 (NASA) に参加を求められライトスタッフと呼ばれた宇宙飛行士となった。
1961年5月5日、マーキュリー計画の「マーキュリー3号（フリーダム7）」でアメリカ人として初めて宇宙へ出た。その飛行は15分28秒の弾道飛行で、468km先の大西洋に着水。地上との更新はリアルタイムで報じられた。同年コリアー・トロフィー受賞。
さらにジェミニ計画、アポロ計画に参加、アポロ13号に搭乗予定だったが中耳炎の悪化で延期になり、1971年2月にアポロ14号に船長として搭乗し、月面に降り立った5人目の人類となった。なお、この時のシェパードの年齢は47歳で、月面を歩いた人類としては最高齢だった。またこの際、月面でゴルフをするというパフォーマンスを行ったことは有名である。
シェパードは海軍少将で退役した後、1998年7月21日に74歳で没した。

## エピソード
- シェパードはイギリスのSF人形劇サンダーバードに登場するトレーシー家の五男アラン・トレーシーの名前の由来となっている。
- アメリカ海軍は、シェパードの功績をたたえてルイス・アンド・クラーク級貨物弾薬補給艦3番艦をアラン・シェパード（USNS Alan Shepard, T-AKE-3、2007年6月26日就役）と命名した。